# Sympathicolytica
Sympathicolytica zijn middelen die een remmende werking hebben op het sympathisch zenuwstelsel. Dit deel van het zenuwstelsel bereidt het lichaam voor op actie.
Over het algemeen heeft het toedienen van sympathicolytica tot gevolg dat de bloeddruk en het hartritme van de patiënt dalen. De sympathicolytica kunnen, aan de hand van hun werkingsmechanisme, opgedeeld worden in twee groepen:
- Alfablokkers (α-blokkers of alfa-sympathicolytica) gaan vaatvernauwing (vasoconstrictie) tegen en worden daarom vaak als bloeddrukverlager gebruikt. Als bijwerkingen kunnen moeheid en duizeligheid voorkomen. Alfablokkers zijn onder meer: silodosine en tamsulosine.
- Bètablokkers (β-blokkers of bèta-sympathicolytica ook bèta-receptor-antagonisten genoemd) verlagen het hartritme door het effect van adrenaline (epinefrine) op de bèta1-receptoren in het hart teniet te doen en/of door stimulatie van de bèta2-receptoren in longen, bloedvaten en nieren tegen te gaan. Middelen die enkel op de bèta1-receptoren in het hart inwerken, worden cardioselectief genoemd. Bètablokkers worden onder andere toegediend aan patiënten die een myocardinfarct (hartaanval) hebben doorgemaakt om de kans op een nieuw infarct te verkleinen. Ook kunnen ze helpen bij angstklachten en nervositeit. Bètablokkers kunnen verschillende ongewenste effecten teweegbrengen, waarvan de belangrijkste zijn: moeheid, verminderde capaciteit tot het leveren van inspanningen, slaapstoornissen, impotentie en – vooral bij niet-cardioselectieve bètablokkers – astma en COPD of verergering van reeds bestaande klachten. Bètablokkers zijn onder andere: propanolol en metoprolol.

Er bestaan ook middelen die het sympathisch zenuwstelsel stimuleren in plaats van afremmen. Zo'n middel wordt een sympathicomimeticum genoemd.